# Nathan Adrian
Nathan Adrian (ur. 7 grudnia 1988 w Bremerton) – amerykański pływak specjalizujący się w stylu dowolnym, pięciokrotny mistrz olimpijski, ośmiokrotny mistrz świata na długim basenie, dwukrotny mistrz świata na basenie krótkim.

## Kariera
Do największych sukcesów pływackich Adriana zalicza się zdobycie pięciu złotych medali igrzysk olimpijskich. Pierwszy wygrał w 2008 roku w Pekinie w sztafecie 4 × 100 m stylem dowolnym. Cztery lata później, w Londynie zwyciężył w wyścigu na 100 m stylem dowolnym oraz w sztafecie 4 × 100 m stylem zmiennym. Amerykanin wywalczył również srebrny medal w konkurencji 4 × 100 m stylem dowolnym.
Na mistrzostwach świata Adrian ma w swoim dorobku cztery medale, trzy złote oraz jeden brązowy. W 2009 roku w Rzymie triumfował w sztafecie 4 × 100 m stylem dowolnym i 4 × 100 m stylem zmiennym. Na mistrzostwach świata w 2011 roku w Szanghaju ponownie zdobył złoty medal w wyścigu 4 × 100 m stylem zmiennym oraz brązowy na długości 4 × 100 m stylem dowolnym.
W 2008 roku podczas mistrzostw świata na krótkim basenie w Manchesterze Amerykanin wywalczył dwa złote medale, na dystansach 100 m stylem dowolnym i 4 × 100 m stylem dowolnym oraz srebrny medal na 4 x 100 m stylem zmiennym.
Zdobył pięć medali na igrzyskach panamerykańskich w Limie, dwa złote i trzy srebrne.

## Życie prywatne
15 września 2018 r. poślubił Hallie Ivester, dyrektor ds. merchandisingu. W styczniu 2019 r. poinformował, że zdiagnozowano u niego raka jądra.